# Rita Vuykbrug
De Rita Vuykbrug (brug 116P) is een kunstwerk in Amsterdam-Centrum.
De voetbrug overspant de gracht Plantage Muidergracht. Ze verbindt het Roeterseiland met de straat Plantage Muidergracht. De brug werd noodzakelijk omdat het Propadeuselokaal van het Chemisch Laboratorium van de Universiteit van Amsterdam niet op het Roeterseiland werd gebouwd maar aan de overzijde van genoemde gracht.
De brug dateert van 1962. Het ontwerp kwam van de tekentafels van de Dienst der Publieke Werken, de specifieke architect is vooralsnog onbekend. Er werd vanaf april 1962 tot en met september 1962 gebouwd aan deze betonnen brug op betonnen paalfundering. De overspanning bestaat uit een boog die aan de zuidkant gesteund wordt door een asymmetrisch geplaatste brugpijler, waardoor aan die kan een soort kleine aanbrug is ontstaan. De centrale doorvaartwijdte is krap 15 meter, de brug is circa 3 meter breed. De brug is vrij steil, voor toegang tot de brug zijn trapjes aangelegd met daarnaast een gladde helling van bijna 16 % om eventueel de fiets aan de hand mee te nemen.
De brug ging vanaf 1962 door het leven als brug 116P, de P staande voor beheer door derden. Op de raadsvergadering van 26 maart 2019 van de gemeente Amsterdam werd besloten de brug een vernoeming te geven naar professor doctor Rita Vuyk, vanaf 1960 hoogleraar Psychologische ontwikkelingsleer aan genoemde universiteit en daarmee tevens de eerste vrouwelijke hoogleraar in de psychologie. Even later kreeg ze in 2520 een officieel brugnummer 2520.

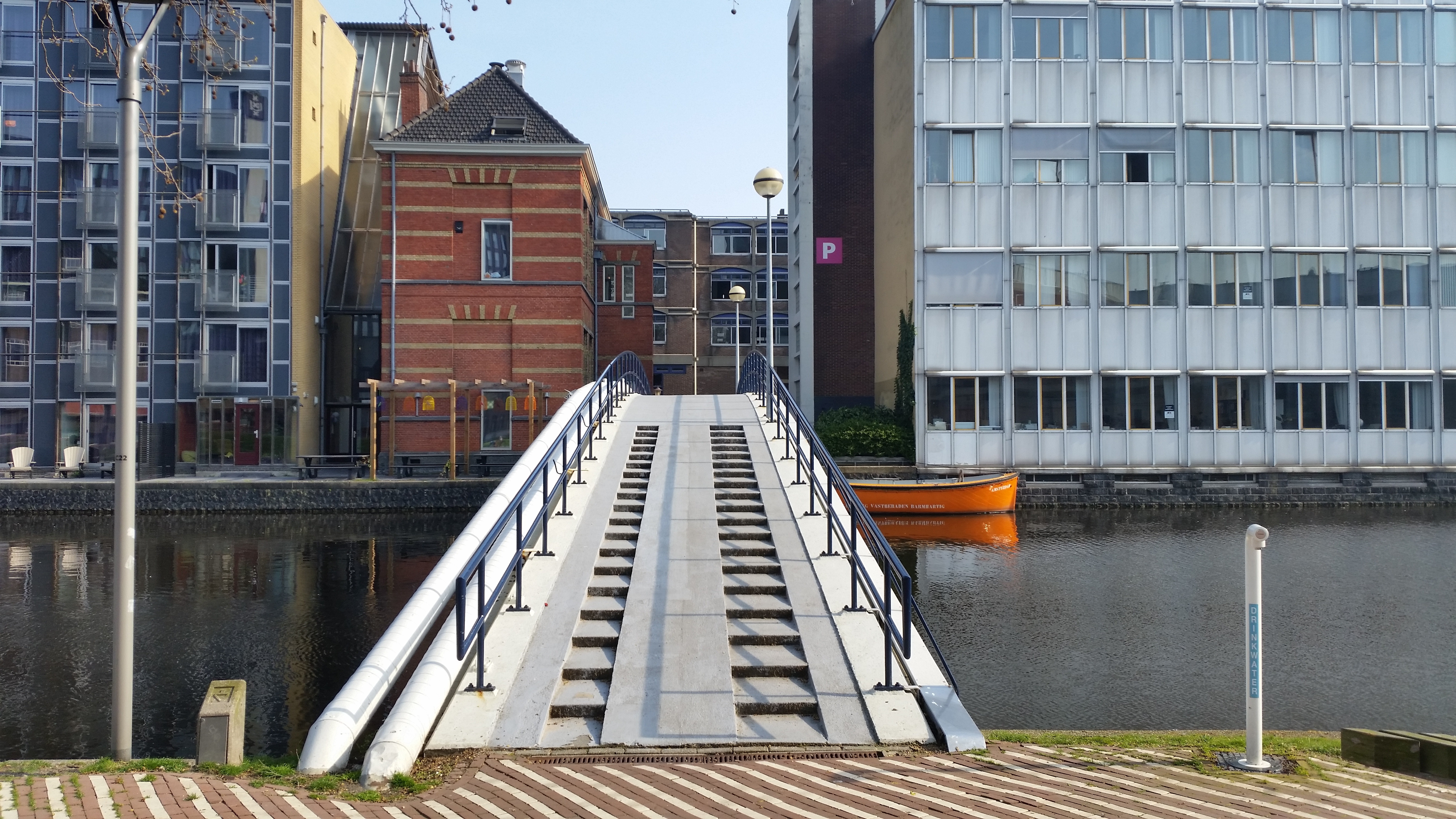
Rita Vuykbrug eindigt tussen gebouwen (april 2019)